# Potyviridae
Ordre
Famille
Les Potyviridae sont une famille de virus, la seule de l'ordre des Patatavirales. Elle comprend 12 genres et 228 espèces (dont trois espèces non affectées à un genre). Ce sont des virus à ARN à simple brin de polarité positive (ARNmc), rattachés au groupe IV de la classification Baltimore. C'est la plus importante famille de virus de plantes (phytovirus) dont elle regroupe plus de 30 % des espèces. 
Les virions sont en forme de bâtonnets filamenteux et flexueux à symétrie hélicoïdale. Leur génome, constitué d'ARN, est monopartite (à l'exception du genre Bymovirus au génome bipartite).
Tous les virus de cette famille induisent la formation de corps d'inclusion cylindriques dans les cellules de leurs hôtes. Ces corps d'inclusion sont composés d'une seule protéine (70 kDa).

## Liste des genres et espèces
Selon NCBI (16 janvier 2021) :

(l'espèce-type de chaque genre est indiquée entre parenthèses.)
- Arepavirus (Areca palm necrotic spindle-spot virus, ANRSV)
- Bevemovirus (Bellflower veinal mottle virus, BVMoV)
- Brambyvirus (Blackberry virus Y, BYV)
- Bymovirus (Barley yellow mosaic virus, BaYMV)
- Celavirus (Celery latent virus, CeLV)
- Ipomovirus (Sweet potato mild mottle virus), SPMMV)
- Macluravirus (Maclura mosaic virus, MacMV)
- Poacevirus (Triticum mosaic virus, TriMV)
- Potyvirus (Potato virus Y, PVY).
- Roymovirus (Rose yellow mosaic virus, RoYMV)
- Rymovirus (Ryegrass mosaic virus, RGMV)
- Tritimovirus (Wheat streak mosaic virus, WSMV)
- Incerta sedis :
  - Common reed chlorotic stripe virus[6]
  - Longan witches broom-associated virus
  - Spartina mottle virus

Le genre le plus important de la famille des Potyviridae est celui des Potyvirus. Ce genre compte 183 espèces acceptées par l'ICTV.
Ces virus ont  720 à 850 nm de long et sont transmis par des pucerons. Il se transmettent aussi par inoculation mécanique.
Les virus du genre Macluravirus ont 650 à 675 nm de long et sont également transmis par des pucerons.
Les virus du genre Ipomovirus ont 750 à 950 nm de long et sont transmis par des aleurodes.
Les virus des genres Tritimovirus et Rymovirus ont 680 à 750 nm de long et sont transmis par des acariens de la famille des Eriophyidae.  (Le genre Rymovirus est très proche du genre Potyvirus et pourrait être fusionné avec ce dernier).
Les virus du genre Bymovirus ont un génome constitué de deux particules au lieu d'une (de 275 et 550 nm) et sont transmis par un champignon chytride, Polymyxa graminis.